# Simon R. Green
Pour les articles homonymes, voir Green.
Œuvres principales
- Série Darkwood

Simon Richard Green, né le 25 août 1955 à Bradford on Avon dans le Wiltshire, est un écrivain de science-fiction et de fantasy britannique.

## Œuvres

### SérieHawk et Fisher
La série initialement parue aux éditions Bragelonne a été intitulée Darkwood lors de sa réédition au format poche par les éditions Milady.
1. La Nuit de la lune bleue, Bragelonne, 2006 ((en) Blue Moon Rising, 1989)Rééditée en 2010 par Milady.
2. Hawk & Fisher, Bragelonne, 2004 ((en) Hawk & Fisher, 1990)Parue au Royaume-Uni sous le titre No Have for the Guilty. Rééditée en 2010 par Milady dans le recueil Les Épées de Haven
3. Les jeux sont faits, Bragelonne, 2004 ((en) Winner Takes all, 1991)Rééditée en 2010 par Milady dans le recueil Les Épées de Haven
4. Le Tueur de Dieux, Bragelonne, 2005 ((en) The God Killer, 1991)Rééditée en 2010 par Milady dans le recueil Les Épées de Haven
5. Le Loup dans la bergerie, Bragelonne, 2005 ((en) Wolf in the Fold, 1991)Rééditée en 2010 par Milady dans le recueil Les Gardes de Haven
6. Les Neiges du déshonneur, Bragelonne, 2005 ((en) Guard against Dishonor, 1991)Rééditée en 2010 par Milady dans le recueil Les Gardes de Haven
7. Les Squelettes de Haven, Bragelonne, 2006 ((en) The Bones of Haven, 1992)Rééditée en 2010 par Milady dans le recueil Les Gardes de Haven
8. Par delà la lune bleue, Bragelonne, 2008 ((en) Beyond the Blue Moon, 2000)Rééditée en 2011 par Milady
9. Sang et Honneur, Milady, 2011 ((en) Blood and Honour, 1993)
10. (en) Down Among the Dead Men, 1993
11. (en) Once in a Blue Moon, 2014

### SérieTwilight of the Empire
1. (en) Mistworld, 1992
2. (en) Ghostworld, 1993
3. (en) Hellworld, 1993

### SérieGeste d'Owen Traquemort
La série a été renommée Traquemort lors de sa réédition au format poche par les éditions Bragelonne.
1. Le Proscrit, L'Atalante, coll. « La Dentelle du cygne », 2002 ((en) Deathstalker, 1995)
2. La Rébellion, L'Atalante, coll. « La Dentelle du cygne », 2003 ((en) Deathstalker Rebellion, 1996)
3. La Guerre, L'Atalante, coll. « La Dentelle du cygne », 2004 ((en) Deathstalker War, 1997)
4. L'Honneur de Traquemort, L'Atalante, coll. « La Dentelle du cygne », 2005 ((en) Deathstalker Honour, 1998)
5. La Destinée, L'Atalante, coll. « La Dentelle du cygne », 2006 ((en) Deathstalker Destiny, 1999)
6. L'Héritage, L'Atalante, coll. « La Dentelle du cygne », 2007 ((en) Deathstalker Legacy, 2003)
7. Le Retour, L'Atalante, coll. « La Dentelle du cygne », 2008 ((en) Deathstalker Return, 2004)
8. La Coda, L'Atalante, coll. « La Dentelle du cygne », 2009 ((en) Deathstalker Coda, 2005)

### SérieNightside
1. Vieux Démons, Bragelonne, 2007 ((en) Something from the Nightside, 2003)
2. L'envers vaut l'endroit, Bragelonne, 2007 ((en) Agents of Light and Darkness, 2003)
3. La Complainte du rossignol, Bragelonne, 2007 ((en) Nightingale's Lament, 2004)
4. (en) Hex and the City, 2005
5. (en) Paths Not Taken, 2005
6. (en) Sharper Than A Serpent's Tooth, 2006
7. (en) Hell to Pay, 2006
8. (en) The Unnatural Inquirer, 2008
9. (en) Just Another Judgement Day, 2009
10. (en) The Good, the Bad, and the Uncanny, 2010
11. (en) A hard day's knight, 2011
12. (en) The Bride Wore Black Leather, 2012

### SérieHistoire secrète
1. L'Homme au torque d'or, L'Atalante, coll. « La Dentelle du cygne », 2008 ((en) The Man with the Golden Torc, 2007)
2. Les démons sont éternels, L'Atalante, coll. « La Dentelle du cygne », 2009 ((en) Daemons Are Forever, 2008)
3. (en) The Spy Who Haunted Me, 2009
4. (en) From Hell with Love, 2011
5. (en) For Heaven's Eyes Only, 2011
6. (en) Live and Let Drood, 2012
7. (en) Casino Infernale, 2013
8. (en) Property of a Lady Faire, 2014
9. (en) From a Drood to a Kill, 2015
10. (en) Dr. DOA, 2016
11. (en) Moonbreaker, 2017
12. (en) Night Fall, 2018

### SérieGhostfinders
1. (en) Ghost of a Chance, 2010
2. (en) Ghost of a Smile, 2011
3. (en) Ghost of a Dream, 2012
4. (en) Spirits from Beyond, 2013
5. (en) Voices from Beyond, 2014
6. (en) Forces From Beyond, 2015

### SérieIshmael Jones
1. (en) The Dark Side of the Road, 2015
2. (en) Dead Man Walking, 2016
3. (en) Very Important Corpses, 2016
4. (en) Death Shall Come, 2017
5. (en) Into the Thinnest of Air, 2017
6. (en) Murder in the Dark, 2018
7. (en) Till Sudden Death Do Us Part, 2019
8. (en) Night Train to Murder, 2020
9. (en) The House on Widows Hill, 2020
10. (en) Buried Memories, 2021
11. (en) Haunted by the Past, 2022

### SérieGideon Sable
1. (en) The Best Thing You Can Steal, 2021
2. (en) A Matter of Death and Life, 2022
3. (en) What Song the Sirens Sang, 2022
4. (en) Not of This World, 2023

### SérieHoly Terrors Mysteries
1. (en) The Holy Terrors, 2024

### SérieJekyll & Hyde Inc.
1. (en) Jekyll & Hyde Inc., 2021
2. (en) Hyde & Seek, 2024

### Romans indépendants
- (en) Shadows Fall, 1994
- Le Vin de minuit, L'Atalante, coll. « La Dentelle du cygne », 2007 ((en) Drinking Midnight Wine, 2001)
- (en) For Love of Magic, 2023